# حامة عين الله
حامّة عين الله هي محطة حرارية ذات شهرة وطنية و عالمية تتواجد بتراب جماعة سبع رواضي بإقليم مولاي يعقوب بالمغرب. و تبعد عن حامّة مولاي بنحو 5 كيلومترات وتبعد عن مدينة فاس بنحو عشرين كيلو مترا.
تعتبر حامة عين الله، على غرار حامة مولاي يعقوب، أول حامة عصرية في المملكة المغربية بمواصفات دولية بعد أن أنشئت بها محطة طبية ومعدنية جديدة وتضم عدة مرافق حديثة من مسابح ومغاطس وحمامات وقاعات للترويض الطبي.
أثبتت بعض التحليلات الطبية والمختبرية التي أجريت من طرف خبراء مغاربة وأجانب أن مياه حامة عين الله بمدينة فاس المغربية التي تمتاز بحرارتها و كثافة بخارها، تعتبر مفيدة لإنقاص الوزن ولمسامات الجسم. وظهرت هذه العين، قبل سنين قليلة، فجأة بعد أن بدأت مياه تنبع من باطن الأرض في منطقة معزولة، لتتناسل بعدها الحكايات حول فائدة هذا الماء في علاج أمراض السكري، وأمراض أخرى عجز البعض عن تصديقها.